# Maître Arnt
Pour les articles homonymes, voir Arnt et van Swol.

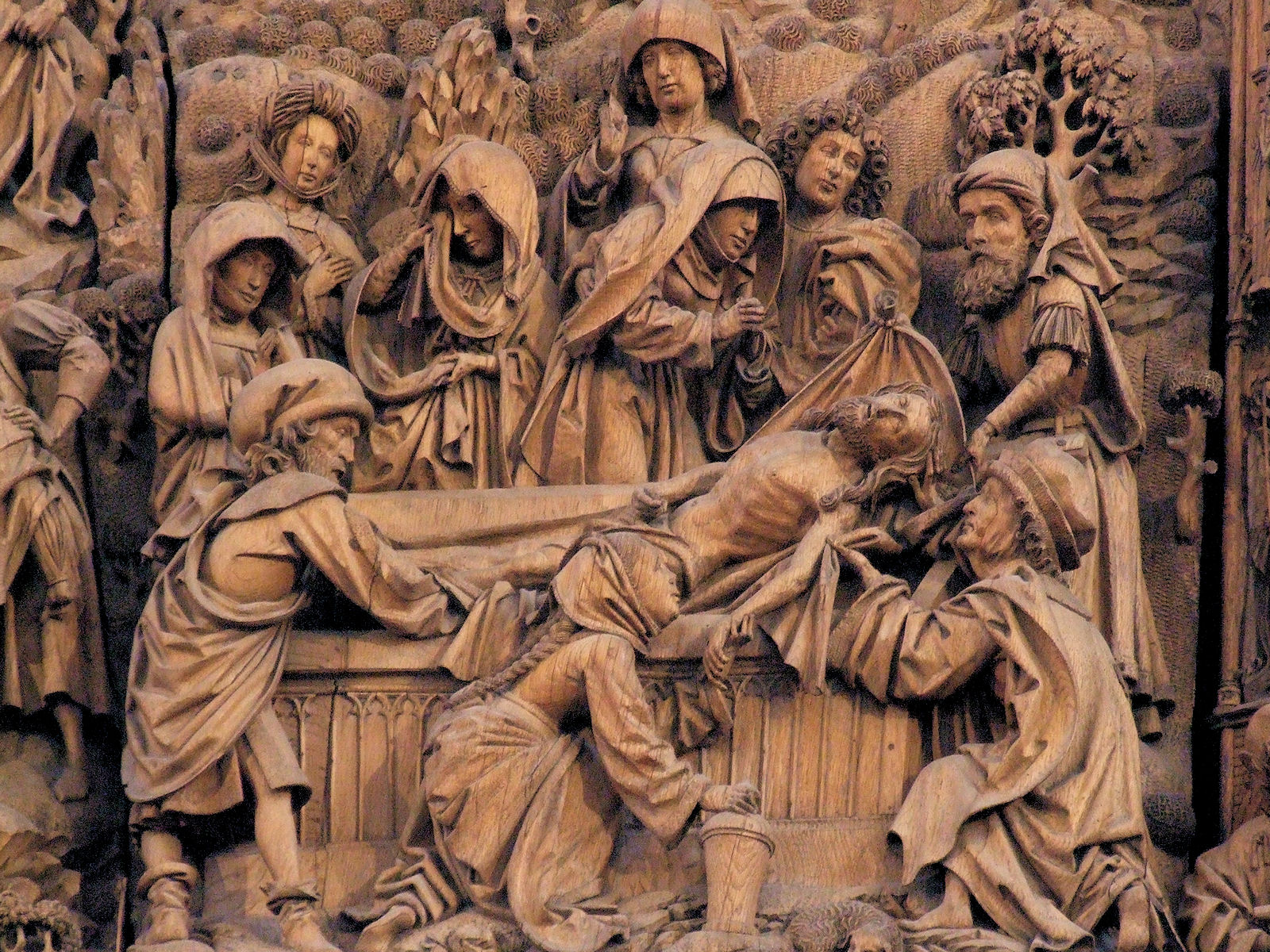
Christ au tombeau.

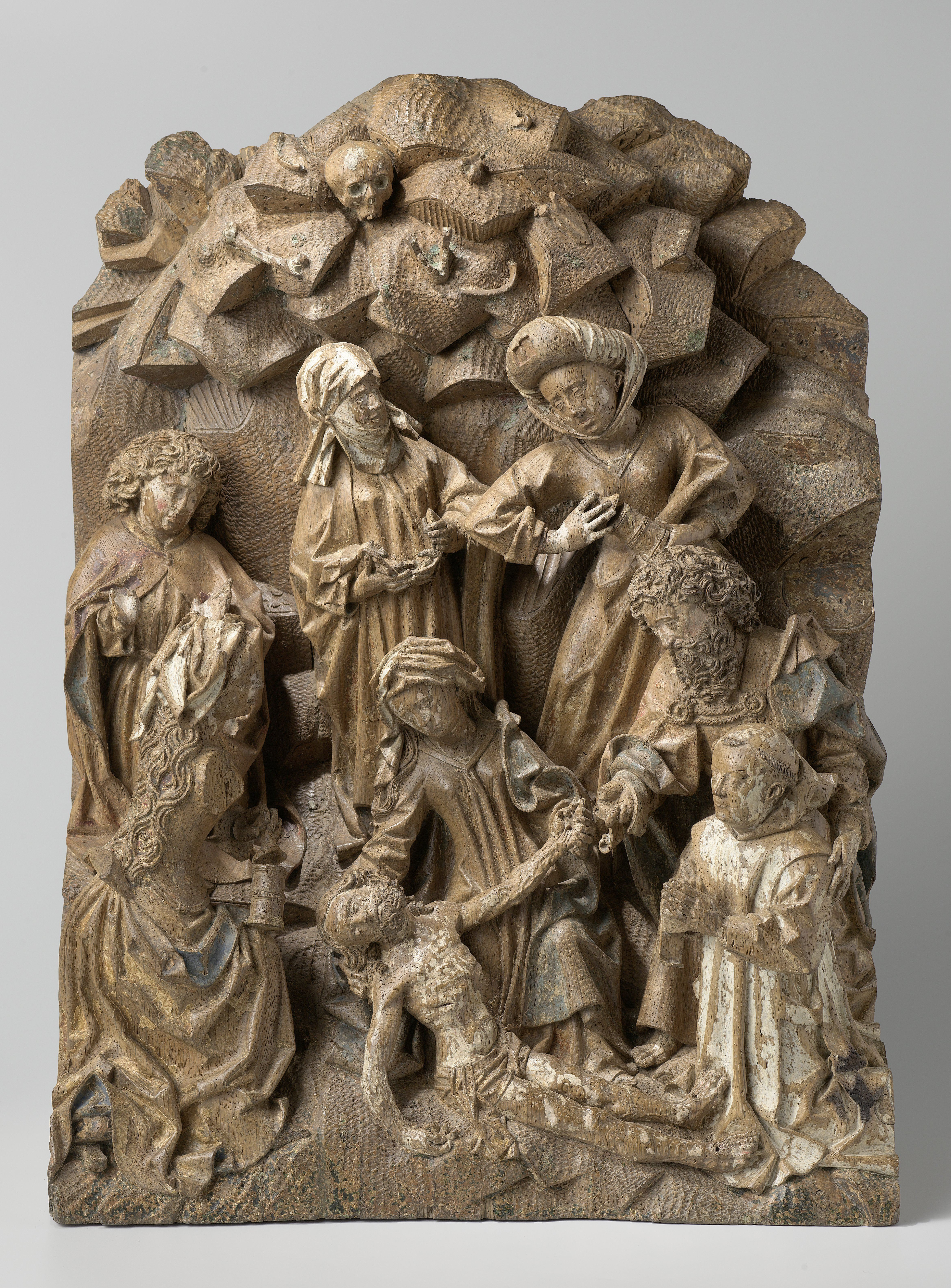
Lamentation.

Maître Arnt, également appelé Arnt van Swol,  Arnt van Zwolle ou Arnt von Kalkar und Zwolle, est un peintre et sculpteur de la région du Rhin inférieur actif de 1460 à 1492 environ, mort en janvier 1492.

## Éléments biographiques
Il est cité dans les sources sous le nom d'« Arnt Beeldsnider », c'est-à-dire « Arnt le sculpteur ». Son patronyme n'est pas connu. Il travaille d'abord à Kalkar pour les ducs de Clèves avant de partir s'installer à Zwolle, probablement pour fuir une épidémie de peste. Il est, dans les années 1460-1490, un des plus grands artistes de la région du Rhin inférieur.

## Œuvres
Ses sculptures s'inscrivent dans la tradition des écoles de Bruxelles, d'Anvers et d'Utrecht. Parmi les œuvres qui peuvent lui être attribuées avec certitude :
- un Christ au tombeau réalisé pour l’église Saint-Nicolas de Kalkar en 1487-1488 ;
- le retable de la Passion au maître-autel de la même église, réalisé par l'atelier en 1490-1491  et dont certains éléments sont directement attribuables à Maître Arnt, comme le Lavement de pieds à la prédelle.
- Une Adoration des mages,  haut-relief[2] de belle envergure 137 × 101 × 40 cm. Elle est au Schnütgen Museum de Cologne et datée 1480-1485[3].
- Une Lamentation, datée de 1480, 54 × 40 cm, au Rijksmuseum. Cette sculpture formait la partie centrale d'un petit retable pour une moine chartreux qui figure à genoux sur le côté droit en bas. Le relief provient probablement du monastères des chartreux de Roermond[4]

D'autres œuvres lui ont été attribuées, à son atelier ou à son entourage. Elles sont toutes en chêne polychrome, décapé ou peint.
Sa peinture est influencée par Rogier van der Weyden et Adriaen van Wesel (de). Elle a également été rapprochée de celle de son contemporain, le Maître de saint Barthélemy.